# Кречет (річка)
Кречет (біл. Крэчат) — річка в Білорусі в Березівському районі Берестейської області. Права притока річки Ясельди (басейн Прип'яті).

## Опис
Довжина річки 15 км, похил річки 0,96 м/км, площа басейну водозбору 59 км², середньорічний стік 8,8 м³/с. Формується безіменними струмками. Річка повністю каналізована.

## Розташування
Бере початок за 1,7 км на північно-західній стороні від села Оницевічи. Тече переважно на північний схід через місто Береза і за 1 км на сході від міста впадає у річку Ясельду, ліву притоку річки Прип'яті.